# Ferdinand Bonn
Ferdinand Bonn (Donauwörth, 20 dicembre 1861 – Berlino, 24 settembre 1933) è stato un attore tedesco.

## Filmografia parziale
- Svengali, regia di Jacob Fleck e Luise Fleck (1914)
- Salome, regia di Eugen Burg (1920)
- Heut' spielt der Strauss, regia di Conrad Wiene (1928)
- Rasputins Liebesabenteuer, regia di Martin Berger (1928)